# Eberhard van Friuli

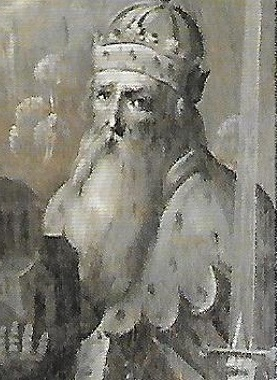

Eberhard (ca. 810 - 16 december 866) was een van de belangrijkste Frankische edelen van zijn tijd. Zijn naam wordt op verschillende manieren gespeld; alternatieven zijn onder andere Everard, Evrard, Erhard, Eberhard of Eberard; in de gelatiniseerde vorm Everardus, Eberardus of Eberhardus. Hij schreef zijn eigen naam als "Evvrardus".

## Politiek en militair
Als legeraanvoerder wist Eberhard een inval van de Bulgaren in Italië af te slaan. Daarop werd hij in 828 benoemd tot hertog van Friuli. Vervolgens is hij een trouwe bondgenoot van Lodewijk de Vrome in de conflicten tussen Lodewijk en zijn zoons, en trouwde in 836 met een dochter van Lodewijk, Gisela. Hierdoor verwierf hij grote bezittingen in Noord-Frankrijk, waaronder de koninklijke villa van Cysoing, en bezittingen in Italië. In 836 was Eberhard aanwezig op de Rijksdag in Diederhofen en in 839 bemiddelde hij het Verdrag van Worms tussen Lodewijk en zijn zoons. Ook na de dood van Lodewijk bleef Eberhard zich inzetten voor de vrede en was in 843 een van de bemiddelaars van het verdrag van Verdun. Daarna nam hij de leiding van de verdediging van Italië tegen de Saracenen op zich. In 851 wist hij de Saracenen een zware nederlaag toe te brengen. Eberhard probeerde persoonlijk om krijgsgevangen tot het christelijk geloof te bekeren, in Rome werd een dankdienst gehouden. In 858 was hij nog ambassadeur van Lodewijk II van Italië bij Lodewijk de Duitser. In 863 legde hij zijn functie als hertog neer. In 866 maakte hij een testament in Treviso. Dit beschrijft goederen in Lombardije, Zwaben, de omgeving van Rijsel, Henegouwen en de Condroz, maar ook juwelen, relieken en boeken.

## Cultureel
Eberhard werd opgevoed aan de hofschool van Karel de Grote. Hij verzamelde een grote bibliotheek en gaf opdrachten aan Lupus van Ferrières en Sedulius Scotus om Latijnse werken voor hem te schrijven. Ook stond hij in correspondentie met de bekende theologen en kerkelijke leiders, Godschalk van Orbais, Hrabanus Maurus en Hincmar van Reims. In 854 bracht hij het gebeente van de heilige Calixtus van Rome over naar Cysoing en stichtte daar samen met zijn vrouw een abdij die aan de heilige was gewijd. Van Eberhard was bekend dat hij graag meezong in het koor. Eberhard en Gisela waren beroemd om hun vrome leven en hun goedheid. Eberhard heeft een groot aantal horigen hun vrijheid gegeven. Eberhard is heilig verklaard, hij werd begraven in de Sint-Calixtusabdij te Cysoing.
Gisela werd na de dood van Eberhard abdis van San Salvatore te Brescia. Zij heeft mozaïeken geschonken aan basiliek van Aquileia, waar ze ook zelf op voorkomt.

## Familie
Eberhard was zoon van Unruoch II van Ternois en Engeltrude van Parijs, dochter van Bego van Toulouse. Hij was getrouwd met Gisela (ca. 820 - na 874), dochter van Lodewijk de Vrome en Judith van Beieren. Zij kregen de volgende kinderen:
- Eberhard, jong overleden
- Ingeltrude, vermoedelijk vrouw van Hendrik van Babenberg
- Unruoch III van Friuli, volgt in 866 zijn vader op als hertog van Friuli, gehuwd met Ava van Monza
- Rudolf (ovl. 1 mei 892), lekenabt van Sint-Calixtus te Cysoign en Sint-Vaast te Arras, graaf van het graafschap Artesië en Ternaasland.
- Berengarius I van Friuli, koning van Italië
- Adelhard, abt van Sint-Calixtus te Cysoign
- Alpais, jong overleden, begraven in de Sint-Calixtusabdij te Cysoing
- Heilwig, (ovl. na 895), in eerste huwelijk getrouwd met Hucbold van Ostrevant, in tweede huwelijk met Rogier van Laon
- Gisela, (ovl. april 863), non in San Salvatore te Brescia
- Judith, gehuwd met Adalbert II, graaf van Thurgau